# Регламент про скорочення викидів
Регла́мент про скоро́чення ви́кидів (№ 2019/631) — нормативно-правовий акт Європейського Союзу, який вимагає поступового скорочення викидів бензиновими або дизельними автомобілями.
Він часто оновлювався і є кроком до поступової відмови Європейського Союзу від транспортних засобів, що працюють на викопному паливі до 2035 року, хоча багато держав-членів планують діяти раніше.

## Зміст
Регламент встановлює загальні цілі щодо скорочення викидів у виробництві виробників транспортних засобів, але не для окремих транспортних засобів.
Стаття 1 встановлює «цільовий показник для всього автопарку ЄС на рівні 95 г CO2/км для середніх викидів нових легкових автомобілів і цільовий показник для всього автопарку ЄС на рівні 147 г CO2/км для середніх викидів нових легких комерційних транспортних засобів, зареєстрованих в ЄС». Стаття 1(4) вимагає подальшого скорочення на 15% до 2025 року, а стаття 1(5) — на 55% до 2030 року.
Стаття 2 визначає сферу застосування щодо легкових та легких комерційних автомобілів.
Стаття 6 дозволяє виробникам формувати пул для досягнення своїх цілей.
Стаття 8 дозволяє Комісії накладати «надбавку за надлишкові викиди» на виробників, які перевищують цільовий показник, що надходить до бюджету ЄС, у розмірі 95€ за грам на кілометр надлишкових викидів.
Стаття 9 вимагає, щоб характеристики виробника були опубліковані. Стаття 10 допускає відступи для певних виробників.